# Sörhaga/Alingsås Hockey

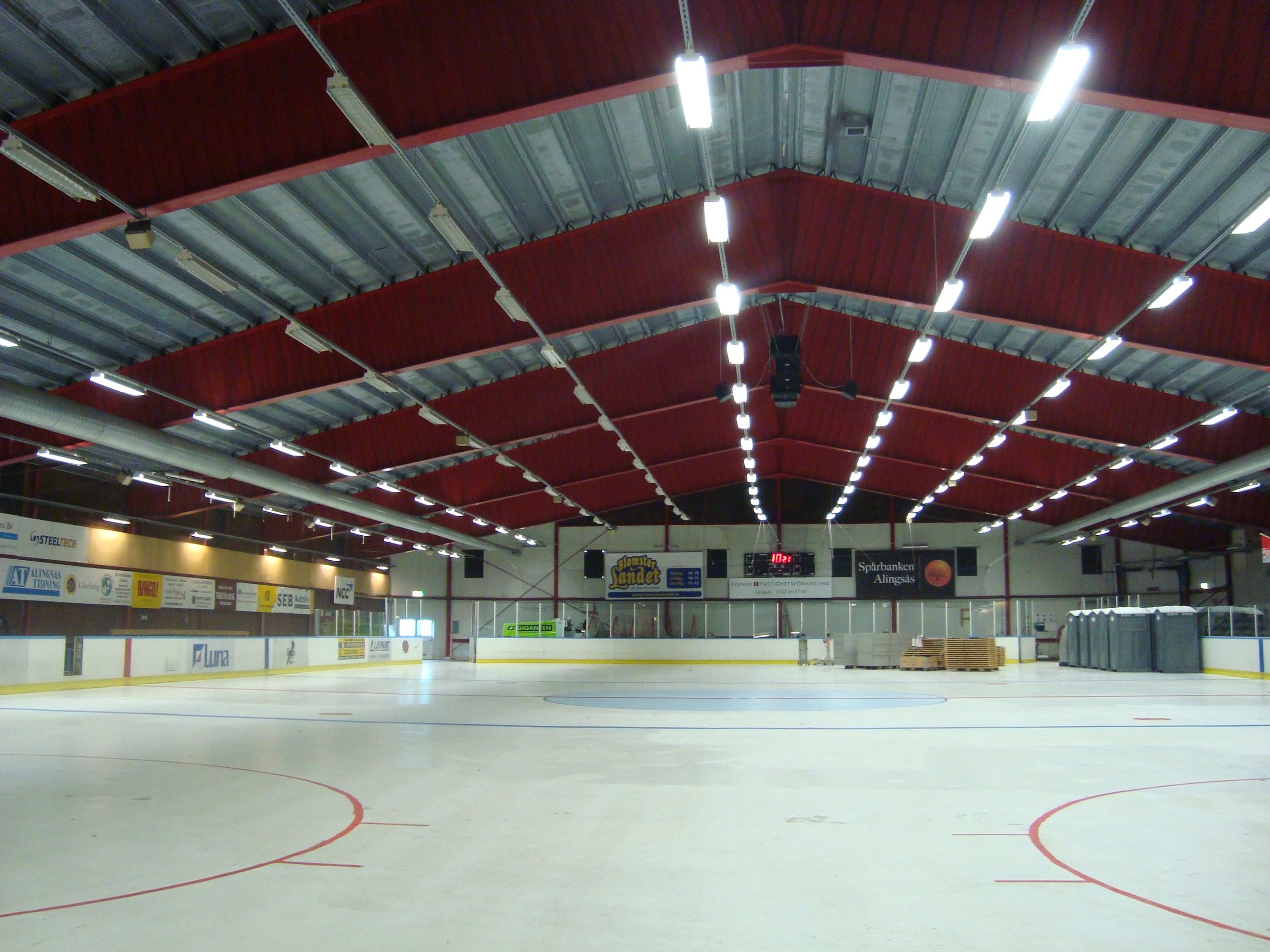
Nolhaga ishall.

Sörhaga/Alingsås Hockey - även SA Hockey - är en svensk ishockey- och konståkningsklubb från Alingsås, som bildades genom en sammanslagning av de två tidigare klubbarna Sörhaga IK och Alingsås HC 1985. Sörhaga IK (bildat 1932) satsade på ishockey vintern 1939/1940 genom uppvisningsmatcher på sjön Gerdsken med två inbjudna Göteborgsklubbar. 
1954 bildades ytterligare ett hockeylag i Alingsås under namnet Red Devils. Namnet byttes snart till IK Raska drängar och 1969 till Alingsås HC.
Ishallen Nolhalla byggs om och föreningen spelar 2023-24 därför sina hemmamatcher i Pua-hallen i Vårgårda. Tidigare fanns även en konstfrusen utomhusrink. Den nya ishallen står klar sent 2024. Säsongen 2017/2018 spelar klubben i Hockeytvåan Södra A.
Den mest framstående spelare fostrad i klubben är Christian Bäckman som spelat för både Frölunda Indians och St. Louis Blues samt har 44 a-lagslandskamper och ett OS-guld.

### Fotnoter
1. 1 2 3 4 5  ”Vår idrottshistorik”. Alingsås Idrottshistoriska Sällskap. 27 november 2007. Arkiverad från originalet den 26 december 2017. https://web.archive.org/web/20171226234723/http://www.alingsasihs.se/varidrottshistorik. Läst 26 december 2017.
2. ↑  ”Klart med ny ishall i Alingsås”. https://www.svt.se/nyheter/lokalt/vast/klart-med-ny-ishall-i-alingsas. Läst 11 september 2023.
3. ↑  ”Hockeytvåan Södra A , Region Syd”. Svenska Ishockeyförbundet. http://stats.swehockey.se/ScheduleAndResults/Overview/8235. Läst 26 december 2017.